# Melicope chapelieri
Melicope chapelieri är en vinruteväxtart som först beskrevs av Henri Ernest Baillon, och fick sitt nu gällande namn av Thomas Gordon Hartley. Melicope chapelieri ingår i släktet Melicope och familjen vinruteväxter. Utöver nominatformen finns också underarten M. c. sessilis.